# Saveuse
Saveuse är en kommun i departementet Somme i regionen Hauts-de-France i norra Frankrike. Kommunen ligger i kantonen Amiens 1er (Ouest) som tillhör arrondissementet Amiens. År 2022 hade Saveuse 1 086 invånare.

## Befolkningsutveckling
Antalet invånare i kommunen Saveuse
| Referens: INSEE |